# ترور رهام یعقوب
رهام یعقوب، یک زن فعال آزادی‌خواه عراقی، متخصص تغذیه و اهل بصره بود. وی روز ۱۹ اوت سال ۲۰۲۰ در حالی که داخل اتومبیلش بود توسط افراد مسلح ناشناس ترور شد. رهام یعقوب یکی از فعالانی بود که در اعتراضات ۲۰۲۰–۲۰۱۹ عراق شرکت کرده و خواستار تغییر مقامات استان بصره شد. مرگ وی همزمان شد با عملیات ترور چند تن از فعالان سیاسی، مانند هشام الهاشمی که در تظاهرات عراق شرکت کرده‌بودند. به دلیل افزایش ترورها در بصره، نخست‌وزیر مصطفی آل کاظمی، مدیر پلیس بصره راشد فالیه را برکنار کرد و سرلشکر عباس ناجی را به جای او منصوب کرد.
پیش از این خبرگزاری مهر با انتشار گزارشی رهام یعقوب را «عامل جنگ نرم» خوانده بود. مهاجمین سوار بر موتورسیکلت بوده و به سمت خودروی وی شلیک کردند.

## موضع‌گیری‌ها
مورگان اورتگس، سخنگوی پیشین وزارت خارجه آمریکا نسبت به ترورها در عراق واکنش نشان داده و گفت، ما از ترورهای هدفمند فعالان جامعه مدنی و حمله به معترضین در بصره و بغداد شدیداً خشمگین هستیم و از دولت عراق می‌خواهیم که برای حسابرسی از شبه نظامیان، اراذل و اوباش و باندهای جنایتکاری که عراقی‌هایی را که از حق خود برای اعتراض مسالمت آمیز استفاده می‌کنند، مورد حمله قرار می‌دهند، اقدامات فوری به عمل بیاورد.

## تظاهرات در بصره
به دنبال ترور رهام یعقوب و دو فعال مدنی دیگر در بصره مردم بصره دست به تظاهرات زده و خواهان برکناری فرماندار بصره شدند.